# Extra (gomme)
Pour les articles homonymes, voir Extra.
Extra est une marque de chewing-gum sans sucre produite par la société Wrigley en Amérique du Nord, en Europe, en Australie et dans certaines régions d' Afrique et d'Asie.

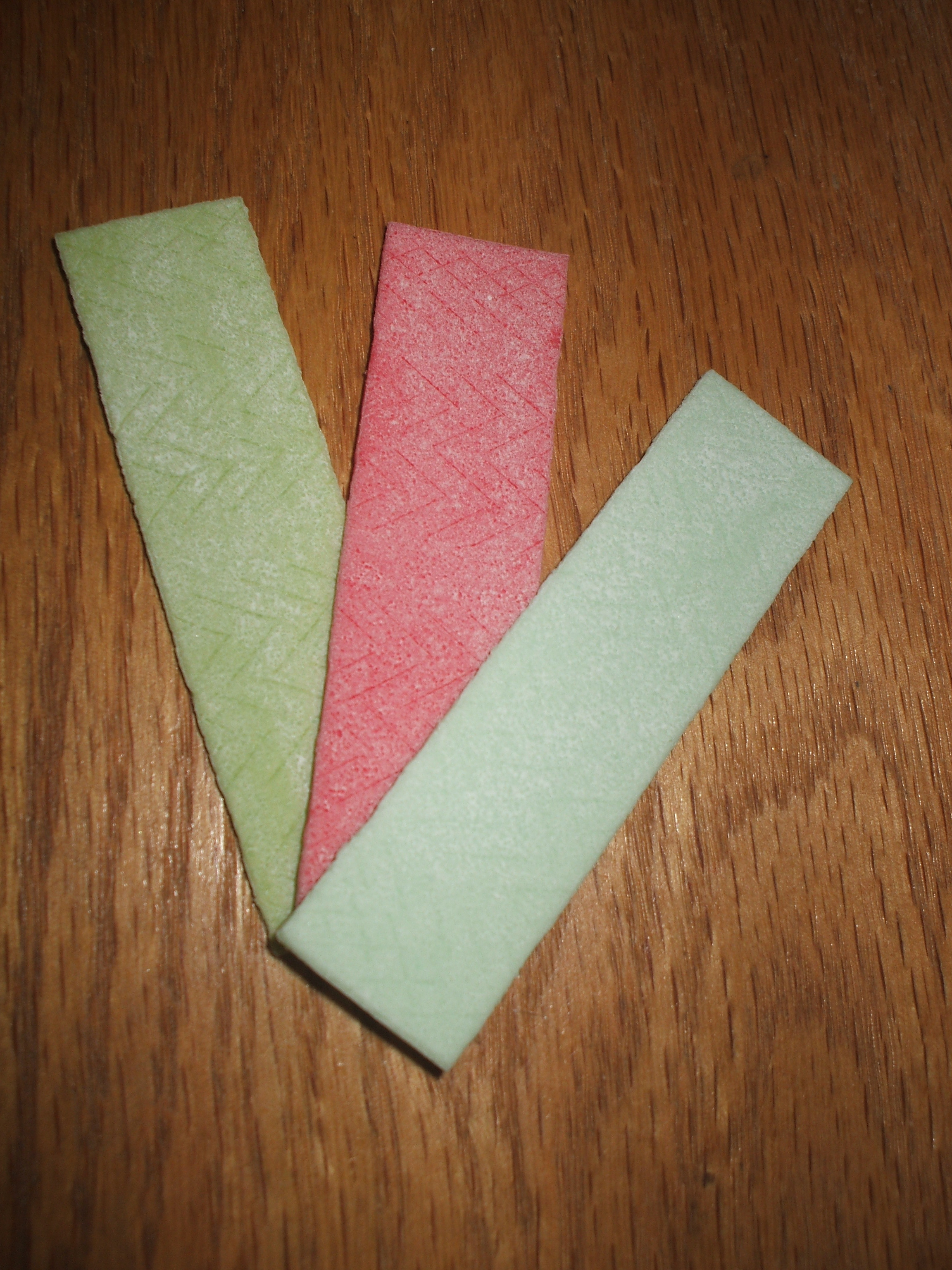
Bâtonnets Extra Dessert Delights

## Histoire de la marque
Extra a été lancé en 1984 en tant que premier produit sans sucre de la société Wrigley et est devenu l'une des marques de chewing-gum les plus populaires aux États-Unis en quelques années. C'était également le premier chewing-gum sans sucre à ne pas utiliser de saccharine, mais plutôt la marque NutraSweet, un édulcorant développé par GD Searle & Co. qui avait moins d'amertume et était considéré comme plus sûr pour les humains et les animaux de laboratoire; il a ensuite été reformulé avec de l'aspartame en 1997.
L'identité de marque de la gomme Extra varie considérablement selon les marchés, avec souvent des saveurs, des logos et des slogans complètement différents pour chaque pays. Extra est actuellement le sponsor de l' équipe nationale de football du Mexique.
Au Royaume-Uni, une marque de chewing-gum similaire appartenant à Wrigley's, Orbit, a été renommée Extra en 2015, avec le même emballage de 14 pièces.
Une publicité télévisée pour le chewing-gum Extra, diffusée en septembre 2017, mettait en scène une jeune femme vêtue d'un maillot de football sur un terrain de football tout en mâchant, semblant se préparer à tirer un penalty. Une plainte déposée auprès de l' ASA a été confirmée, l'annonce étant qualifiée de «dangereuse»,.